# Società per l'Educazione Fisica Torres 1972-1973
Questa voce raccoglie le informazioni riguardanti la Società per l'Educazione Fisica Torres nelle competizioni ufficiali della stagione 1972-1973.

## Rosa
| N. |                   | Ruolo | Calciatore        |
| -- | ----------------- | ----- | ----------------- |
|    | Italia (bandiera) | C     | Uberto Biffi      |
|    | Italia (bandiera) | A     | Pietro Bigaran    |
|    | Italia (bandiera) | C     | Guaunario Cadeddu |
|    | Italia (bandiera) | C     | Franco Caneo      |
|    | Italia (bandiera) | C     | Costanzo Dettori  |
|    | Italia (bandiera) | D     | Silvano Gelli     |
|    | Italia (bandiera) | A     | Walter Grilli     |
|    | Italia (bandiera) | D     | Gianni Iseppon    |
|    | Italia (bandiera) | C     | Mario Marinu      |
|    | Italia (bandiera) | C     | Giovanni Marongiu |

| N. |                   | Ruolo | Calciatore        |
| -- | ----------------- | ----- | ----------------- |
|    | Italia (bandiera) | A     | Paolo Morosi      |
|    | Italia (bandiera) | A     | Giuseppe Mura     |
|    | Italia (bandiera) | A     | Antonio Pani      |
|    | Italia (bandiera) | A     | Enrico Papazzoni  |
|    | Italia (bandiera) | A     | Vittorio Petta    |
|    | Italia (bandiera) | A     | Gesuino Pilo      |
|    | Italia (bandiera) | A     | Cesare Planetta   |
|    | Italia (bandiera) | D     | Mario Valeri      |
|    | Italia (bandiera) | P     | Martino Zaccheddu |